# Paedocypris
Paedocypris ist eine Gattung sehr kleiner Süßwasserfische aus der Ordnung der Karpfenartigen. Sie besteht aus drei Arten. Die Weibchen einer Art der Gattung, Paedocypris progenetica sind mit einer Länge von 7,9 mm weltweit die kleinsten bekannten Fische und nach dem Frosch Paedophryne amauensis (7,7 mm) die kleinsten bekannten Wirbeltiere. Die Gattung kommt im tropischen Südostasien auf der Malaiischen Halbinsel, Sumatra und Borneo vor.

## Merkmale
Paedocypris-Arten werden 7,9 bis 10,15 mm lang. Die Tiere sind pädomorph. Das bedeutet, sie zeigen trotz Geschlechtsreife viele Merkmale eines Larvenstadiums. Die Fische sind nahezu durchsichtig und es fehlt ein knöchernes Schädeldach. Ein Weberscher Apparat ist vorhanden. Paedocypris hat nicht nur an den Schwanzwirbeln Hämalbögen wie andere Karpfenfische, sondern sie beginnen schon mit dem siebten bis zwölften Wirbel. Die Schlundzähne sind dreispitzig. Der bei vielen Karpfenfischlarven vorhandene Flossensaum an der Unterseite des Schwanzflossenstiels ist bei Paedocypris auch noch im Adultstadium vorhanden.
Der äußerste Bauchflossenstrahl der Männchen ist stark modifiziert, abgeflacht und von verhornter Haut überzogen. Die Spitze des obersten Flossenstrahls hat einen kleinen, nach außen gerichteten höckerartigen Auswuchs aus verhornter Haut. Der wegziehende und der hinführende Muskel der Bauchflossen sind bei den Männchen besonders stark entwickelt. Vor den Bauchflossen liegt bei den Männchen ein kleines Feld verhornter Haut. Ihre Genitalöffnung ist vergrößert und formt eine Tasche rund um die ersten zwei bis drei Flossenstrahlen der Afterflosse.

## Systematik
Die Gattung Paedocypris wurde im Jahr 2005 durch den Schweizer Ichthyologen Maurice Kottelat und drei Kollegen eingeführt. Paedocypris ist ein Vertreter der Karpfenartigen (Cypriniformes), doch seine Stellung innerhalb der Ordnung ist bislang nicht vollständig gesichert. Analysen von Cytochrom-B-Nukleotidsequenzen zufolge gehört er in die Familie der Karpfenfische (Cyprinidae) und dort in die Unterfamilie der Bärblinge (Danioninae), wo er zusammen mit der ebenfalls zwergwüchsigen Gattung Sundadanio eine basale Stellung einnimmt. Eine Analyse der Cypriniformes anhand von sechs Zellkerngenen erbrachte jedoch für Paedocypris ein Schwestergruppenverhältnis zu allen übrigen Vertretern der Cypriniformes ohne engeres Verhältnis zu Sundadanio, was die Einordnung in eine eigenständige Familie (Paedocyprididae) rechtfertigt. Bei Stout und Kollegen ist Paedocypris die Schwestergruppe aller übrigen Karpfenfischähnlichen (Cyprinoidei). In der Datenbank Fishbase wird die Gattung den Bärblingen (Danioninae) zugeordnet, im Catalog of Fishes, der monatlich aktualisiert wird, bildet sie die Familie Paedocyprididae, die nach Paedocypris benannt wurde.

## Arten
Bis heute wurden drei Arten beschrieben:
- Paedocypris micromegethes Kottelat, Britz, Tan & Witte, 2006
- Paedocypris progenetica Kottelat, Britz, Tan & Witte, 2006
- Paedocypris carbunculus Britz & Kottelat, 2008